# Правоспособност и дееспособност в България през Средновековието

## Правоспособност
Правоспособността е призната от закона абстрактна възможност едно лице да бъде субект, носител на юридически права и задължения, който могат да съществуват по силата на обективното право. Тя възниква с раждането на лицето и го съпътства през целия му живот, без да подлежи на доказване. Нейното проявяване зависи обаче от известни предпоставки – икономически, политически и духовни. В исторически аспект, в различните етапи от еволюцията на обществото и правото, въпросът за правоспособността е разрешаван по различен начин: от привилегия на ограничен кръг лица – до начало и иманентно качество на всяка личност. При различно обществено – икономическо и политическо устройство на обществото, при различните правни системи, не всички категории човешки личности са били еднакво правоспособни. През определени периоди от историческото развитие имало човешки същества, които изобщо нямали правоспособност.
При робовладелския строй голяма част от населението не било субект, а обект на правото (юридически приравнени към обектите на правото) и това било обусловено от икономическото устройство на робовладелското общество и робовладелския характер на държавата. Правоспособността при робовладелския строй била правно качество, признато само на икономически господстващото, привилегированото съсловие на свободните граждани – робовладелците.
При феодализма правоспособността като обществено и правно качество, също се обуславя от господстващия строй, от икономическото и класово неравенство, от характера на държавното устройство. При ранния феодализъм, когато все още няма категорично класово разслоение, ограниченията в правоспособността зависят от положението на даденото лице в задругата и семейството. Имуществената правоспособност на отделните задругари била ограничена, те били носители на права и задължения именно в качеството им на членове на задругата. Представител на задругата пред трети лица бил стареят, домакинът. Всеки член на задругата можел да притежава в лична собственост отделни предмети, предназначени за лично ползване (дрехи, обувки и др.). В малкото семейство пълна правоспособност имал само главата на семейството – бащата, а останалите членове имали ограничена правоспособност.
През Средновековието робите, доколкото имало такива в България, били обект, а не субект на правото. Те не били носители на права, не били третирани като личност, а като вещ, собственост на техния господар.
През периода на развития феодализъм, при наличието на частна собственост и зависимо население, правоспособността се обуславяла от статуса на дадено лице. Напълно правоспособни били феодалите и малкият брой „свободни селяни“, докато зависимите селяни имали ограничена правоспособност, различна за различната степен на крепостна зависимост.

## Дееспособност
Дееспособността е признато от закона правно качество, годност едно лице чрез лични действия да реализира своите права и задължения, да извършва правомерни правни действия. Тя предполага предпоставки от биологическо, физиологическо, психологическо, умствено, волево естество. За да бъде едно лице дееспособно, е необходимо достигане на определена степен на умствена и духовна зрелост на съзнанието и волята, при които лицето да разбира значението на своите действия и правните последици от тях, както и да ръководи своето поведение. Такава зрелост се достига с навършване на определена възраст.
Разграничението между правоспособност и деесподобност е сравнително ново. В средновековното право двете понятия се смесват, неясни са дори и в римското право. Правоспособността е основа и предпоставка за наличието на дееспособност. Стесняването на правоспособността. лишаването на едно лице от елементи на неговата правоспособност стеснява съответно и неговата деесподобност. Без дееспособност, обаче може да е налице правоспособност. Според българското средновековно право ограниченията в дееспособността са поставени в зависимост от възрастта, пола, семейното положение и душевното здраве. Например малолетните сираци били правоспособни и могли да наследяват починалите си родители. До навършване на определена възраст, обаче били недееспособни, т.е. не могли да сключват правни сделки с притежаваното от тях имущество и за това им се назначавал настойник. Законодателните актове през Средновековието не установяват възраст, при навършването на която дадено лице става напълно дееспособно. За сключването на различни правни сделки законодателството определя различна възраст, дори нещо повече – в различните законодателни актове е посочена различна възраст за сключването на един и същ правен акт. Например за сключване на брак Еклогата изисква навършени 15 години на мъжа и 13 на жената. Номоканонът установява навършване на 18 години за мъжа и 16 за жената като основание за придобиване на брачна дееспособност.
Освен това има физически недостатъци, които силно влияят, затрудняват или изцяло унищожават способността за активно упражняване на правата. Например според Еклогата не могат да правят завещание „онези, които от някоя болест са (попаднали) в лудост“, „лудите завинаги“, както и глухите и немите по рождение. Подвластните и намиращите се в плен не можели да завещават дори вещи, дадени им от родителите като зестра, допуска се изключение само за собствените вещи.
Ограничения в дееспособността съществували и във връзка със семейния и задругарския бит. Децата в семейството, както и членовете на задругата не могли да сключват правни сделки, такива права имал само бащата в малкото семейство и стареят в задругата. Що се отнася до жената в дофеодалния период, така и през целия период на феодализма, тя имала ограничена дееспособност – не могла да се разпорежда с имуществото си без съгласието на съпруга си. Християнското законодателство разширява дееспособността на жената – тя става равноправен член на семейството редом с мъжа, има инициативата за развод, собственик е на зестрата си, иска се съгласието ѝ при брак на децата, след смъртта на съпруга управлява семейното имущество и се признава за глава на семейството, при което децата са длъжни да я слушат и да и се подчиняват.

## Правоспособност и дееспособност на чужденците
Правоспособността и дееспособността на чужденците не е била еднаква с тази на българското население.
Правата у привилегиите на чужденците били определяни чрез специални актове – едностранни грамоти на българските владетели и международни договори, сключвани между българския владетел и съответната чужда страна. Правоспособността и дееспособността на чужденците били определяни по различен начин и поради това не били еднакви за всички.